# Мазовецкий диалект

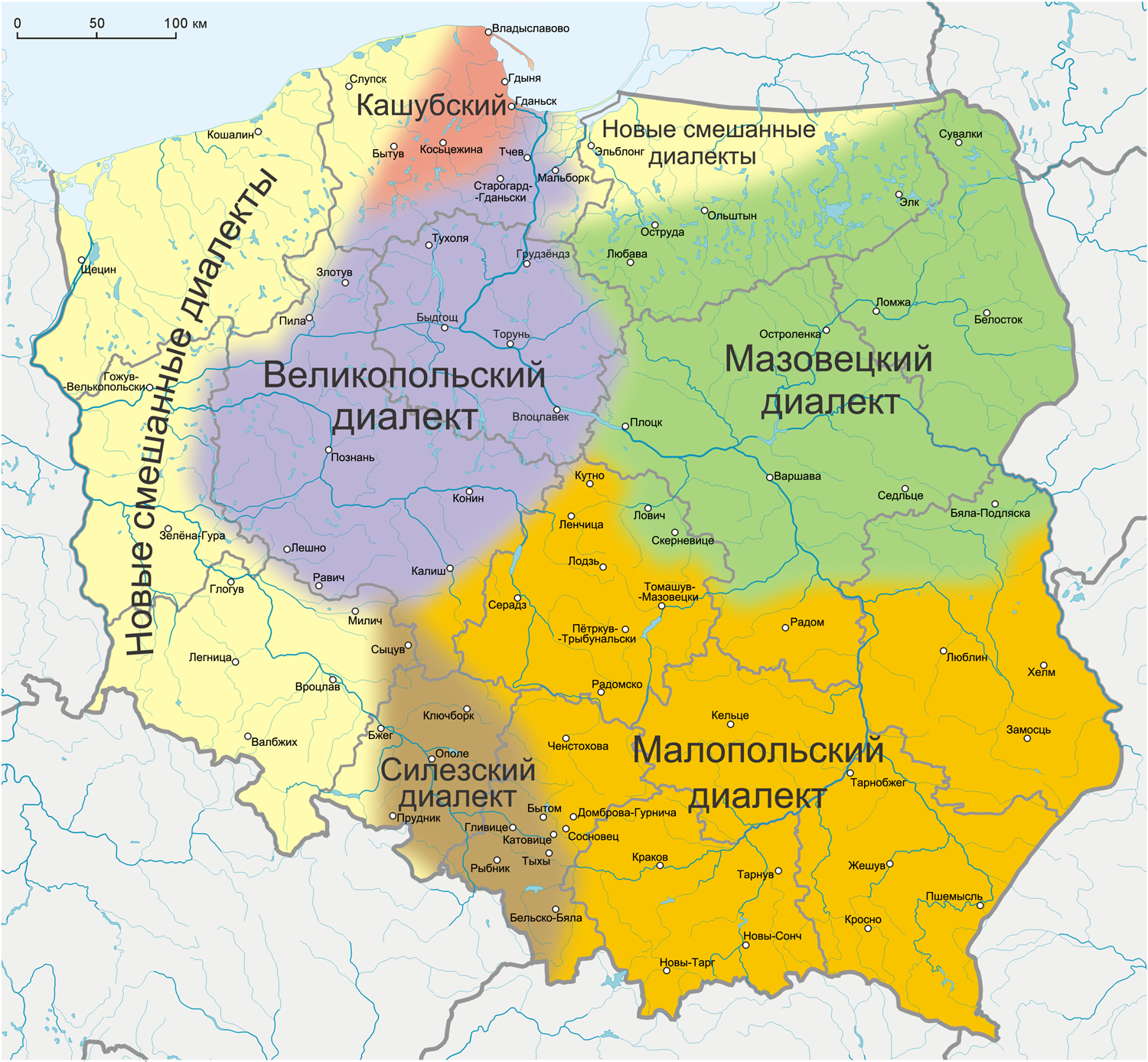
Мазовецкий диалект на карте диалектов польского языка, составленной на основе работ С. Урбанчика с изменениями и дополнениями

Мазове́цкий диале́кт, или мазове́цкое наре́чие (пол. dialekt mazowiecki, narzecze mazowieckie) — один из основных польских диалектов, наследующий древние племенные диалектные различия наряду с великопольским, малопольским и силезским диалектами.
Мазовецкий диалект сформировался на основе диалекта племени мазовшан на территории Мазовии и распространился в соседние районы центральной, северо-восточной и восточной Польши: в Подляшье, Мазурию, Вармию и другие области. Современные границы мазовецкого диалекта охватывают территории в среднем течении реки Вислы и в нижнем течении реки Западный Буг, относящиеся к Мазовецкому воеводству со столицей Польши, Варшавой, к Подляскому воеводству и к южной части Варминьско-Мазурского воеводства.
Состав включаемых в мазовецкий диалект говоров в работах разных польских диалектологов неодинаков. В целом к мазовецкому диалекту относят до десяти групп говоров, отличающихся многими языковыми особенностями, наиболее ярко проявляющимися в периферийных районах диалектного ареала.
Мазовецкий выделяется среди других польских диалектов сочетанием в речи его носителей мазурения и глухого типа сандхи — основных фонетических признаков, рассматриваемых в диалектологии польского языка. Кроме этого, мазовецкий диалект характеризуется монофтонгическим произношением гласных, тенденцией к широкому и переднему произношению бывших долгих ō > o, ā > å/a, отвердением губного в группе śf, отвердением l перед i, асинхронным произношением мягких губных, использованием окончаний глаголов двойственного числа в значении множественного числа индикатива, наличием контаминированного окончания дательного падежа единственного числа существительных мужского рода и другими диалектными чертами.
Влияние на развитие и формирование литературного польского языка мазовецкий стал оказывать в относительно позднее время с конца XVI — начала XVII века, в сравнении с ролью великопольского и малопольского диалектов в формировании национального языка роль мазовецкого была менее значительной.

## Общие сведения
Мазовецкий диалект является наиболее специфичным и генетически отличным от других польских диалектов: великопольского, малопольского и силезского, родственных друг другу в языковом отношении. В то же время при некоторой обособленности мазовецкого диалектные различия его с великопольским, малопольским и силезским в целом незначительны и не препятствуют взаимопониманию носителей этих диалектов.
Мазовецкие говоры исторически проявляют тенденцию к распространению на территории соседних с ними великопольского и малопольского диалектов: на север и северо-запад вниз по Висле через Куявы в северные районы Великопольши, в Хелминскую и Добжинскую земли, Кочевье, Крайну, Боры Тухольские; на юг вверх по Висле в северные районы Малопольши.
Также мазовецкий диалект вследствие миграций его носителей на восток в некоторой степени оказал влияние на формирование северных периферийных говоров в Литве и Беларуси (самых многочисленных островных польских говоров за пределами страны) и отчасти на территории Польши (где к ним могут относить часть говоров Сувалок (в районе Сейн) и говоров Подляшья (в районах Августова и Белостока), в которых отсутствует ряд общемазовецких диалектных явлений и которые возникли преимущественно на белорусском, в меньшей степени на литовском, субстрате).
У носителей мазовецкого диалекта не сформировалась диглоссия, как, например, у носителей немецких диалектов в Германии и Швейцарии или отчасти у носителей силезского в Польше, диалект употребляется жителями сельской местности преимущественно старшего поколения, главным языком общения постепенно становится польский литературный язык. На мазовецком диалекте отсутствует своя литература в отличие от говоров силезского диалекта, подгальских говоров малопольского диалекта или диалектов кашубского языка.

## Вопросы классификации

### Границы диалекта

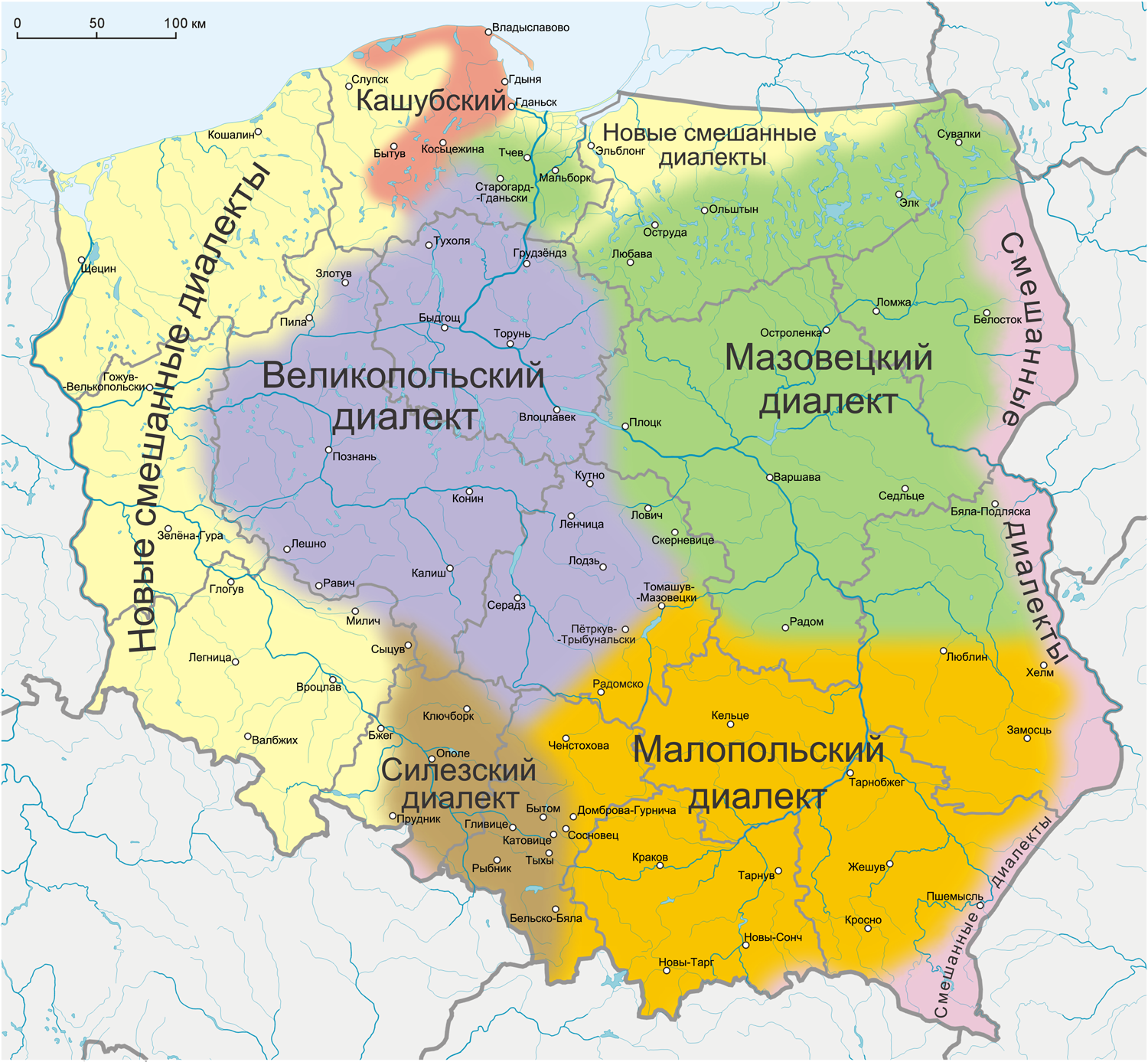
Мазовецкий диалект на карте диалектов польского языка, составленной на основе работ К. Дейны

В одной из первых классификаций польских диалектов, составленной в начале XX века К. Ничем, мазовецкий диалектный массив был выделен по двум основным изофонам: наличию мазурения и глухому типу межсловной фонетики (сандхи).
Границы мазовецкого диалекта (наречия) как на карте К. Нича, опубликованной в 1919 году, так и на карте, представленной в работе Wybór polskich tekstów gwarowych 1957 года, в общих чертах совпадают с границами, принятыми в современной польской диалектологии (исключение составляют немазуракающие говоры: варминские, острудские и любавские к северо-западу от собственно мазовецких говоров, которые К. Нич выделил как часть особого переходного хелминско-мазовецкого наречия (пол. narzecze przechodnie chełmińsko-mazowieckie) и к мазовецкому диалекту не относил).
В классификации диалектов польского языка С. Урбанчика в состав говоров мазовецкого диалекта так же, как и у К. Нича, не были включены северо-западные немазуракающие говоры (они были отнесены С. Урбанчиком к великопольскому диалекту), кроме этого, в мазовецкий диалект не вошли ловичские говоры (включённые в состав говоров малопольского диалекта).
В отличие от классификаций К. Нича и С. Урбанчика, не включающих в состав мазовецкого диалекта немазуракающие говоры северо-запада, в классификации К. Дейны данные говоры, напротив, рассматриваются как мазовецкие, кроме того, к мазовецким отнесены и мальборские говоры (чаще рассматриваемые другими диалектологами как говоры великопольского диалекта).
Кроме тех границ, которые были определены для мазовецкого диалекта в классификациях К. Нича, С. Урбанчика и К. Дейны, существуют варианты территориального размещения диалекта и в классификациях других диалектологов. Так, например, в классификации, составленной А. Ковальской, в границах языка Мазовии XVI века выделено несколько основных диалектных районов: северо-западная Мазовия, северо-восточная Мазовия (включая область расселения курпов), юго-западная Мазовия (включая район Ловича) и юго-восточная Мазовия.

### Говоры в составе диалекта
По изоглоссам языковых явлений, проходящим по территории мазовецкого диалекта, в его составе выделяются ареалы меньших диалектных объединений. К. Нич отмечал наличие трёх основных диалектных районов:
1. Ближняя (Повисленская) Мазовия;
2. Дальняя Мазовия и Мазурия;
3. Подляшье и Сувалкия[10].

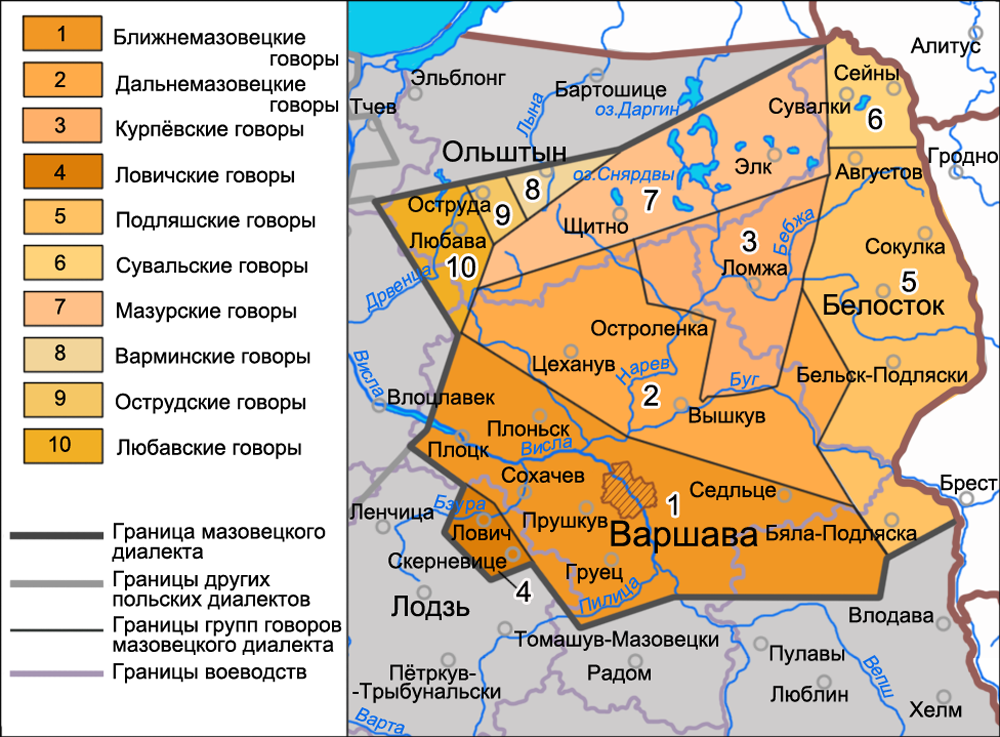
Группы говоров в составе мазовецкого диалекта

Тип диалектного членения, установленный К. Ничем, используется (с небольшими изменениями) и в современной польской диалектологии, к крупным диалектным массивам — собственно мазовецким говорам, а также мазурским и подляшским — добавлен ряд говоров, занимающих небольшие ареалы на периферии диалекта:
- Ближнемазовецкие (ближние мазовецкие, повисленские мазовецкие) говоры;
- Дальнемазовецкие (дальние мазовецкие) говоры;

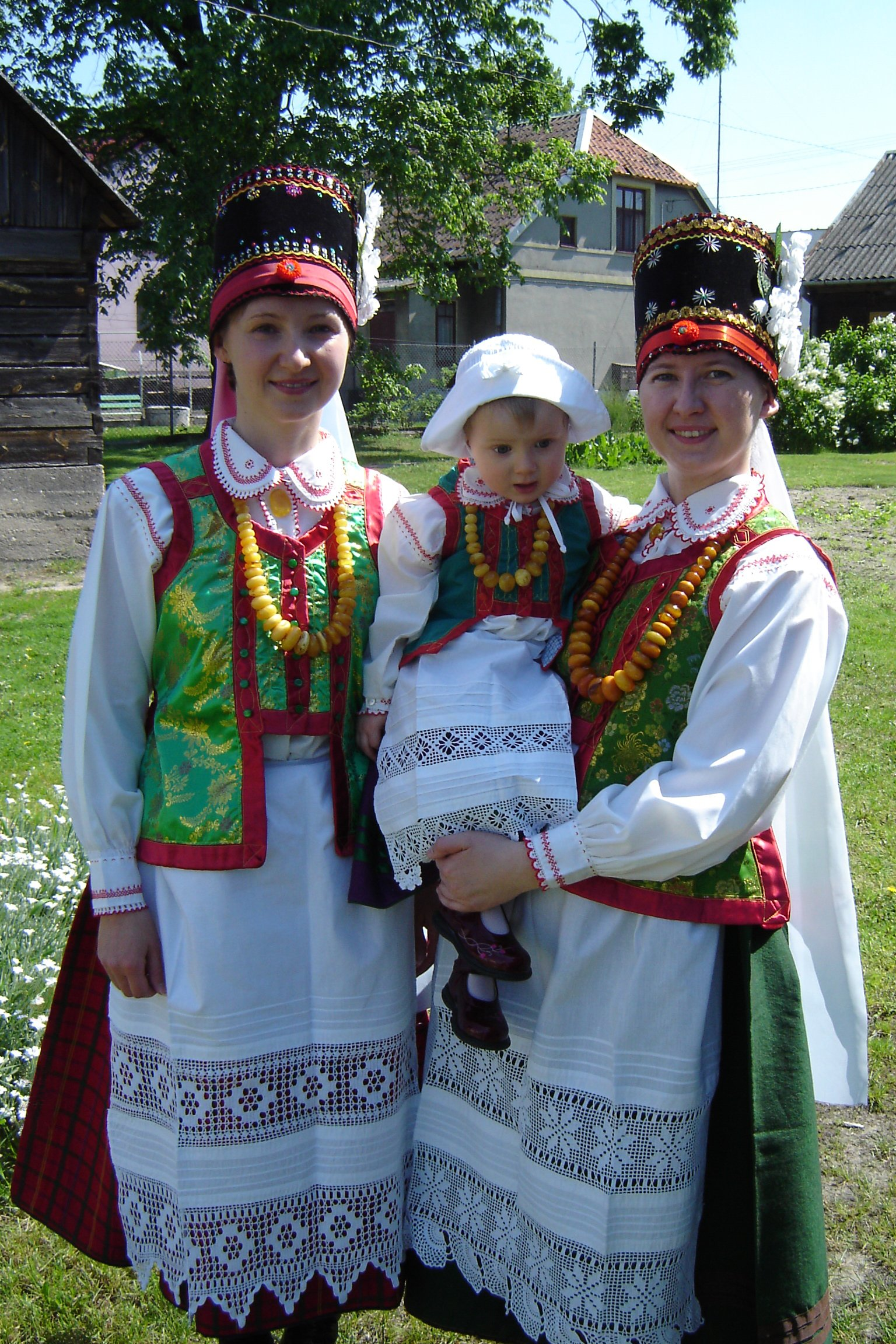
Курпи (курпы), носители курпёвских говоров мазовецкого диалекта, в народных костюмах

- Курпёвские говоры;
- Ловичские говоры;
- Подляшские говоры;
- Сувальские говоры;
- Мазурские говоры;

- Мазовецкие немазуракающие говоры:
  - Варминские говоры;
  - Острудские говоры;
  - Любавские говоры.

## Область распространения
Территория мазовецкого диалекта размещена в северо-восточных и центральных районах Польши, полностью охватывает Подляское воеводство, почти полностью Мазовецкое воеводство (кроме его крайне южных районов), южную половину Варминьско-Мазурского воеводства, северо-восточные районы Лодзинского воеводства с окрестностями Ловича и Скерневице, а также северные районы Люблинского воеводства.
С запада ареал мазовецкого диалекта ограничен линией, проходящей через Скерневице, Сохачев, Гостынин, Плоцк и Млаву. В северной части граница диалекта проходит через Нидзицу, Щитно, Мронгово, Гижицко и Олецко до Сувалк и Сейн. Далее на востоке граница мазовецкого диалекта совпадает с государственной границей Польши с Литвой и Белурусью. В южной части ареала граница диалекта проходит от Скерневице через Груец, Гарволин, Радзынь-Подляский до Влодавы на польско-белорусском пограничье. В ареал мазовецкого диалекта входят такие исторические области, как: собственно Мазовия, Ловичская земля, Мазурия, Сувалкия (польская часть), Подляшье, Вармия и Любавская земля.
Северный ареал мазовецких говоров в разные исторические эпохи соседствовал с балтийским прусским языком и со сменившими его диалектами немецкого языка. В настоящее время на севере мазовецкий диалект граничит с занявшими место немецкого языка после Второй мировой войны новыми смешанными диалектами польского языка, сформировавшимися в результате переселения на эти земли поляков из разных районов Польши и выселения немцев. С северо-востока (в районе Сувалкского повята) мазовецкие говоры граничат с областью распространения литовского, с востока — белорусского языка (вплоть до XVIII века на пограничных территориях расселения поляков, литовцев и белорусов ещё сохранялись носители балтийского ятвяжского языка). С юга и юго-запада к территории мазовецкого диалекта примыкает малопольский диалект, с запада — великопольский диалект (главным образом его хелминско-добжинские говоры).

## История
Формирование мазовецкого диалекта восходит ко времени расселения на территории Мазовии племенного объединения мазовшан (впервые племя упоминается летописцем Нестором). В языковом отношении диалект племени мазовшан противостоял более близким друг другу лехитским диалектам полян, вислян и слензан (из которых развились современные великопольский, малопольский и силезский диалекты). Такие древние варианты языковых явлений в мазовецком диалекте, как переход l̥’, предшествующего переднеязычным согласным, в oł — p’ołny (польск. литер. pełny «полный»), w’ołna (литер. wełna «шерсть») — и глухой тип сандхи, отличаются от вариантов в других восточнолехитских диалектах — переход l̥’ в eł (pełny, wełna) и звонкий тип сандхи. В то же время диалект мазовшан был ближе к другим восточнолехитским диалектам, чем к соседнему с ним западнолехитскому диалекту поморян (предку кашубского языка, наиболее обособленному от остальных современных лехитских идиомов).

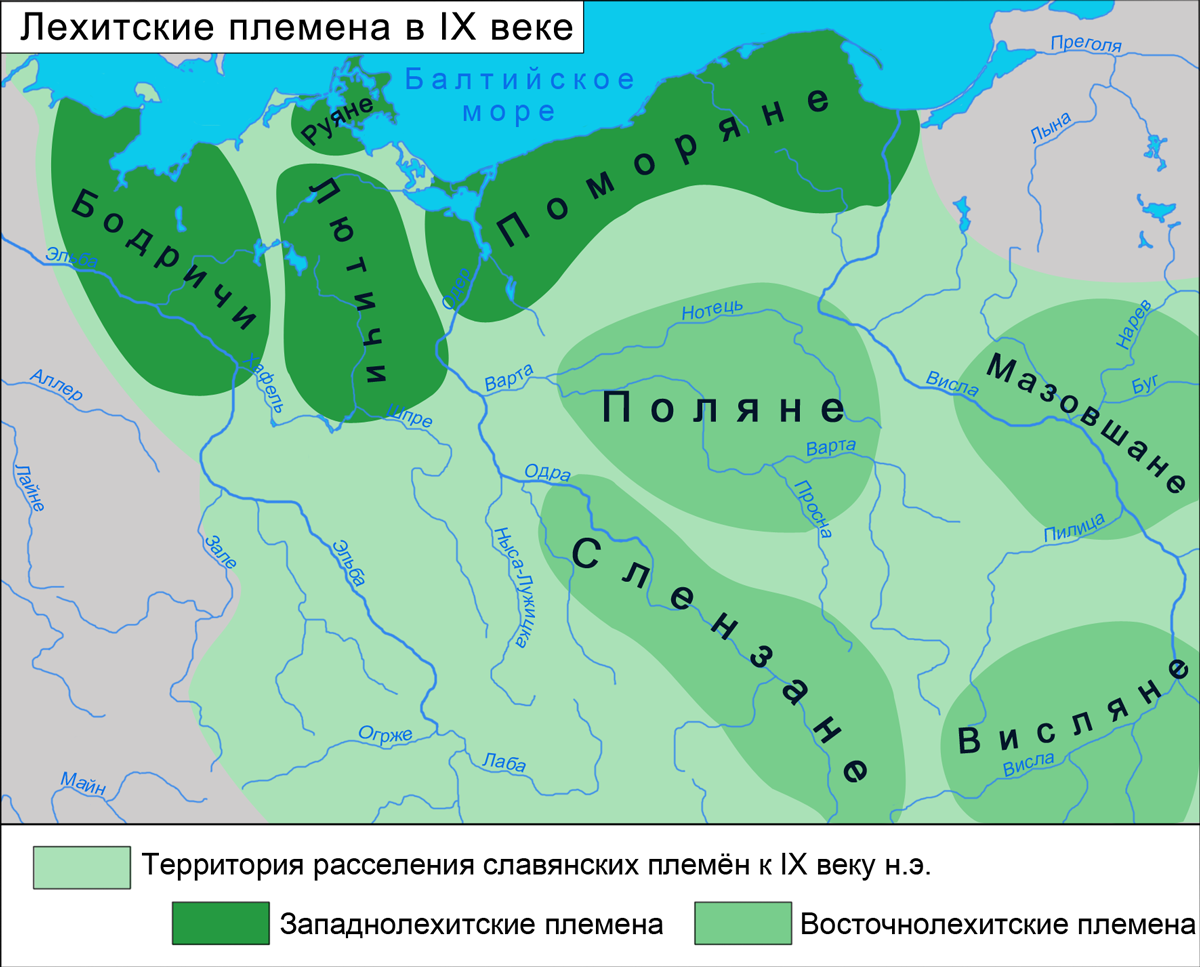
Племя мазовшан на карте расселения лехитских племён в IX веке

В этногенетический процесс становления польской народности мазовшане были включены позднее других племён. В XI веке Мазовия ещё была отдельным полугосударственным образованием со своей княжеской династией, только в XII веке она входит в состав польского государства, но уже в XIII—XIV веках Мазовия вновь становится независимой от остальной Польши. Окончательно Мазовия стала частью Польского королевства и мазовецкий диалект влился в польскую языковую общность только с 1526 года.
К IX веку мазовшане полностью заселяют Мазовецкую низменность, а с XIV века начинают постепенное освоение территорий на север, восток и юг из центра Мазовецкой низменности на земли вниз по течению Вислы, в Мазурское Поозёрье, на Подляшье, в район Радомской пущи, оттесняя и ассимилируя балтийские племена — пруссов и ятвягов.
После объединения Польского королевства и Великого княжества Литовского в конфедеративное государство Речь Посполитую в XVI веке усилилась колонизация мазовшанами земель восточных славян. Соответственно расширению территории, охваченной миграциями мазовшан, увеличивался ареал мазовецкого диалекта. Возникшие на восточнославянском субстрате говоры Сувалкии и Подляшья восприняли некоторые белорусские черты, а северные мазовецкие говоры, сформировавшиеся в результате экспансии польского языка на земли пруссов, испытали влияние прусского языка.
Влияние на польский литературный язык мазовецкого диалекта, изначально имевшего низкий статус в Польше, начинается лишь с конца XVI — начала XVII века после перемещения государственного, общественно-политического и культурного центра страны в Варшаву, на территорию бывшего Мазовецкого княжества. К этому времени литературный польский язык обладал длительной традицией и был относительно стабилен, поэтому мазовецкие говоры оказали влияние только на процессы, которые происходили в живой польской речи в направлении, совпадающем с фактами мазовецких говоров: оглушение v в сочетаниях sv, kv и tv; утрата á; появление отдельных формантов или лексем (например, активность словообразования с суффиксом -ak).

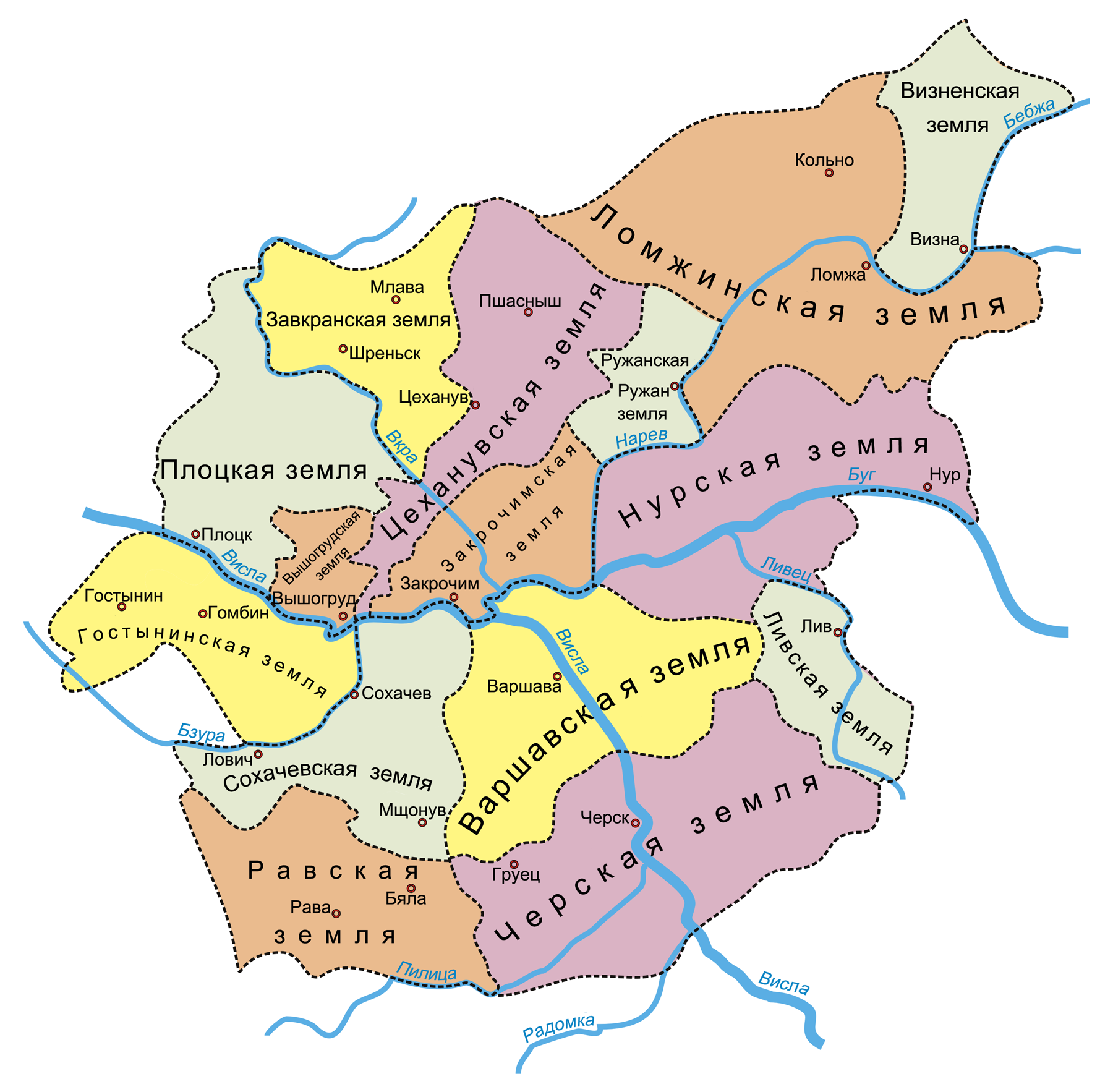
Мазовецкая земля в XIII—XVIII веках

Одной из особенностей Мазовецкой земли в отличие от других польских регионов было то, что в Мазовии жило большое число мелких дворян (шляхты), переселявшихся сюда в ходе колонизации края и получавших земли от мазовецких князей в обмен на службу по защите границ, а также появившихся здесь после включения Мазовии в Польское королевство, когда дворянским титулом наделяли большое число лиц разного происхождения (что давало правителям Польши больше союзников в возможных спорах с магнатами).

Большинство этих дворян по уровню жизни мало чем отличались от крестьян. К концу XVI века шляхта, проживавшая в сельской местности Мазовии, составила 27 % населения края. Сословное разделение жителей мазовецких сёл отразилось в их языке:
- в крестьянских говорах: наличие мазурения; асинхронное произношение мягких губных согласных с выделением в самостоятельную дополнительной артикуляции ch или γ: pch’ivo (польск. литер. piwo «пиво»), wγ’ara (литер. wiara «вера») и т. п.; произношение континуанта долгого ā как å; переход начального ja в je:  jebłko (литер. jabłko «яблоко»), jevor (литер. jawor «явор») и т. п.
- в шляхетских говорах: отсутствие мазурения, асинхронное произношение мягких губных согласных с выделением в самостоятельную дополнительной артикуляции i̯: pi̯ivo (литер. piwo «пиво»), wi̯ara (литер. wiara «вера») и т. п.; произношение континуанта долгого ā как a; отсутствие перехода начального ja в je и т. п.

Различия в этих говорах также отмечаются в образовании форм вежливости, в названиях сёл (названия шляхетских сёл нередко состоят из двух-трёх составных частей: Krajewo-Korytki и т. п., что придаёт им «благородное звучание»), в фамилиях и прозвищах.
Носители северных мазовецких говоров (мазурских, острудских, варминских) населяли территории, большая часть которых длительное время находилась под властью Прусского королевства, а затем единой Германии (до окончания Второй мировой войны). Это отразилось в появлении немецких заимствований в северных мазовецких говорах и частичной германизации их носителей.

## Особенности диалекта
Мазовецкий диалект включает в свой состав общепольские языковые явления, черты восточнопольского и севернопольского диалектных ареалов, а также собственные языковые черты, известные исключительно в мазовецком диалекте.

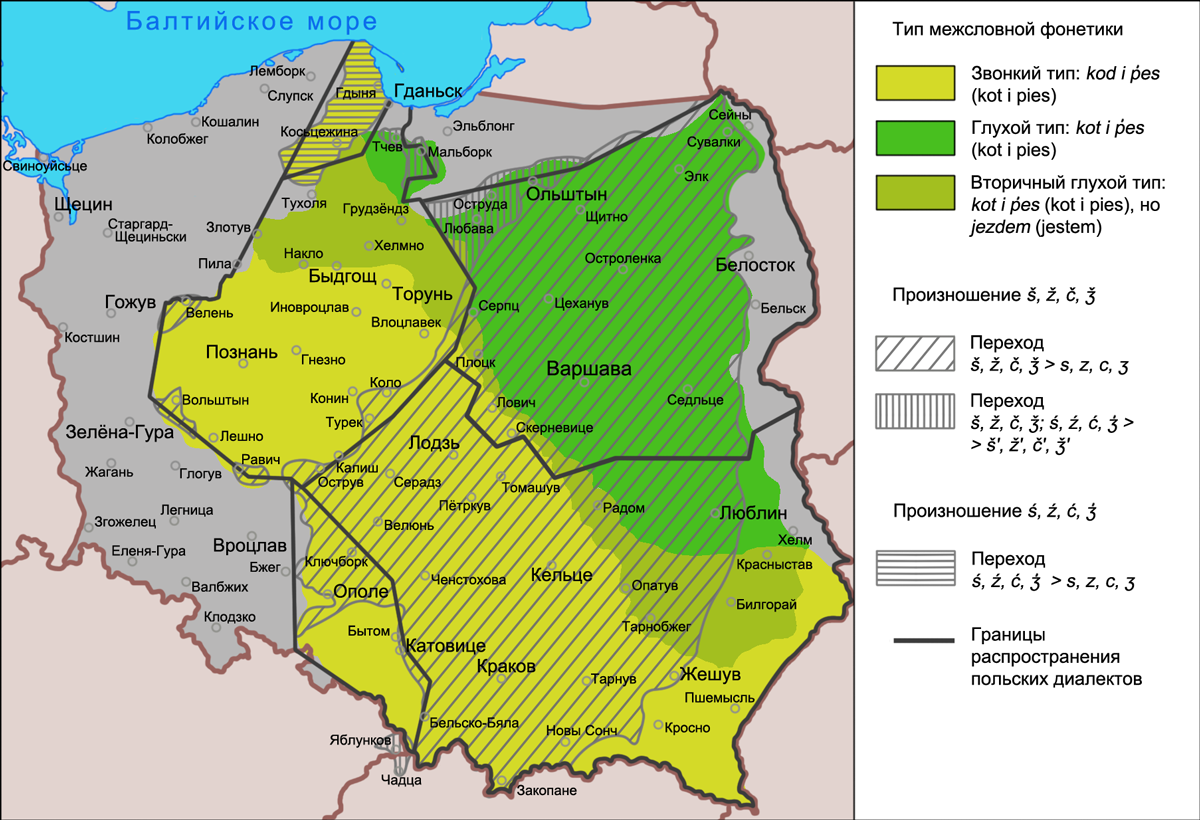
Ареалы мазурения и глухого типа сандхи на территории распространения мазовецкого диалекта

Для мазовецкого диалекта характерно распространение нетипичных для него диалектных особенностей в различных группах говоров, прежде всего на периферии. Ряд языковых явлений сувальских и восточных подляшских говоров связывают их с северным периферийным диалектом, в них не представлены многие яркие мазовизмы: широкое произношение континуанта носового переднего ряда; асинхронное произношение мягких губных; тип śfat; смешение y и i и другие черты, вплоть до отсутствия мазурения в сейнском и некоторых восточных подляшских говорах. Северо-западный ареал, включающий любавские, острудские и варминские говоры, характеризуется наличием ряда общих черт с северными великопольскими говорами, а также отличным от мазурения сдвигом в произношении рядов шипящих — яблонкованием, или «сяканьем».

### Восточнопольские и севернопольские черты
К явлениям восточнопольского диалектного ареала в мазовецком диалекте относятся: монофтонгическое произношение континуантов долгих гласных ā, ō; наличие мазурения; отсутствие перехода vo в u̯o; отсутствие оппозиции флексий -ow- после твёрдых и -ew- после мягких согласных.
Для мазовецкого диалекта характерно большинство севернопольских диалектных признаков: глухой тип внешнего сандхи; широкое произношение континуанта носового переднего ряда как ą; смешение y и i; асинхронное произношение мягких губных; отвердение губного в группе śf; произношение f в сочетаниях sf, kf и tf; произношение re на месте ra, je на месте ja; отсутствие перехода х (ch) в k или в f в конце слова; морфонологический тип в формах глаголов прошедшего времени śel’i, lel’i; обобщение dwa для всех родов; словообразовательный тип cielak/cielok и другие диалектные признаки.

### Фонетика

#### Вокализм
1. Монофтонгическое произношение гласных на месте древнепольских долгих ā и ō. В отличие от гласных в этих же позициях в других польских диалектах в мазовецком данные гласные сужены слабо. Произношение континуанта ē как ye[47].
  - На месте ā отмечается звук å: ptåk (польск. литер. ptak «птица») (в мазурских и варминских говорах); в редких случаях ā сливается с этимологическим o: ptok (в ближнемазовецких говорах); часто континуанты ā и ă совпадают в одном гласном звуке a: ptak (в дальнемазовецких, подляшских, любавских говорах, наиболее последовательно переход ā в a отмечается в крайне восточных районах распространения мазовецкого диалекта, граничащих с говорами белорусского языка)[45][48][49].
  - На месте ō представлены u, ů, и ó. Территориально произношение u тяготеет к юго-западному ареалу мазовецкого диалекта: bur (литер. bor «бор»), произношение ó чаще встречается в северо-восточном ареале: bór[50].
  - Континуант краткого ŏ в начале слова произносится как u̯o (исключая некоторые районы на севере мазовецкого ареала, в которых лабиализация отсутствует): u̯okno (литер. okno «окно»)[51].
  - На месте ē представлен звук ye: śniyeg (литер. śnieg «снег»), syer (литер. ser «сыр»). В ловичских говорах и на востоке Подляшья, как и в литературном языке, произносится e: śnieg, ser[52].

Монофтонги представлены на месте этимологически долгих гласных также в малопольском диалекте, в южных говорах силезского диалекта и в литературном языке. Дифтонги характерны для северных говоров силезского диалекта, говоров кашубского языка и для значительной части говоров великопольского диалекта (за исключением куявских, хелминско-добжинских, кочевских и некоторых других говоров на севере великопольского ареала).
1. Суженное как ye, ę или расширенное как ą произношение носового звука переднего ряда и суженное произношение носового заднего ряда как ǫ̇ или ů[47][53].
  - Континуант носового переднего ряда на юге ареала мазовецкого диалекта (в ближнемазовецких говорах), а также в ряде северных районов (западные и южные варминские говоры) произносится широко как an (ą), перед взрывными как группы ąN, aN[~ 8] (соответственно изменяется e в группе ĕN, совпадая с качеством носового переднего ряда): mi̯annso (mi̯ąnso) (литер. mięso «мясо»), tan dziań (литер. ten dzień «этот день»), zamby (литер. zęby «зубы») и т. п.[~ 9][54]; на конце слова произношение носового как ą, a, ae[55]. На севере ареала суженное произношение носового — как в литературном польском языке en (ę) или как суженный носовой ye, иногда i (y), ey, перед взрывными как группы eN, yeN (соответственно изменяется e в группе ĕN): mi̯ennso (mi̯ęnso), mi̯yenso (литер. mięso «мясо»), tyn dziń (литер. ten dzień «этот день»), dyebi (литер. dęby «дубы») и т. п.[56]; на конце слова произношение носового как ę, e, ye[55].
  - Континуант носового заднего ряда произносится узко как ǫ̇ или ů, перед взрывными как группа ůN: wǫ̇s, wůs (литер. wąs «ус»), zůmb (литер. ząb «зуб») и т. п.[56]; на конце слова как o, u, ȯ, ů, ům: widzo, widzu, widzů, widzům (литер. widzą «(они) видят»)[55].

В центральных и южных частях мазовецкого ареала отмечается синхронное произношение носовых гласных (вокальный тип ринезма) не только перед фрикативными, но и перед аффрикатами и взрывными согласными, а также на конце слова.
Узкое произношение континуантов древнепольских носовых гласных заднего и переднего рядов представлено в великопольском (кроме его северных говоров) и малопольском диалектах (за исключением некоторых районов на юго-западе Малой Польши и на средней Висле с расширенным произношением носового переднего ряда). Широко произносится континуант носового переднего ряда в силезском диалекте (после твёрдых согласных). В келецко-сандомерских говорах малопольского диалекта и периферийных говорах Литвы, Беларуси и Украины носовые гласные отсутствуют.
1. Смешение i и y в yi или i: grubyi, grubi (литер. gruby «толстый»), ryiba, riba (литер. ryba «рыба») и т. п. Данное явление встречается редко в говорах Ближней Мазовии и на востоке Подляшья. В большинстве говоров великопольского (кроме северных), малопольского и силезского диалектов, а также в литературном польском языке i и y различаются, в кашубском языке и северных говорах великопольского диалекта i и y совпадают в одном звуке[58][59].
2. Превращение праславянского *ě в особую фонему ei[15].

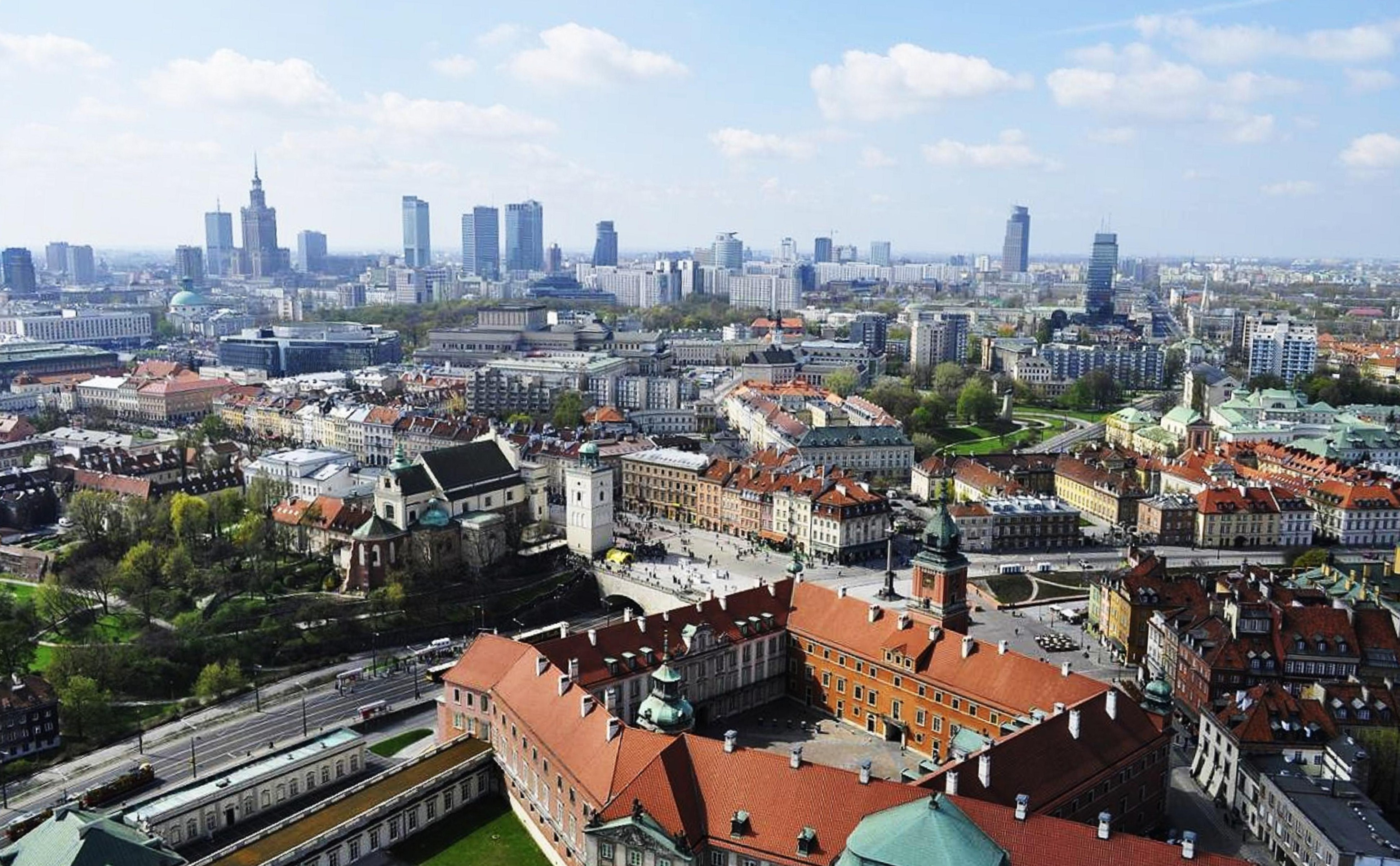
Варшава (Warszawa), столица Польши, расположенная на территории распространения мазовецкого диалекта. Прежнее название города Варшева (Warszewa) было заменено на Варшаву (Warszawa) в XVI веке при усвоении носителями мазовецкого диалекта литературного языка (e гиперкорректно было заменено на a)

1. Отсутствие результатов перегласовки *ĕT > aT: zamietać (литер. zamiatać «подметать»), wiedomo (литер. wiadomo «известно»), wietråk (литер. wiatrak «ветряная мельница»), чему, возможно, способствовал передний характер артикуляции a в мазовецких говорах. В литературном языке и других диалектах — наличие перегласовки *ĕT > aT[45][61].
2. Узкое произношение континуанта древнепольского ă с вариантом произношения его как ae (средний звук между a и e): koniae (литер. konia «коня»). Распространённое в древности во всех мазовецких говорах произношение ae в настоящее время сохраняется в основном в мазурских говорах, его отражением помимо наличия мягкости согласных k, g, ch (х) перед этимологическим a являются следующие, в большей степени лексикализованные, явления:
  - Наличие начальных re, je на месте этимологических ra, ja: rek (литер. rak «рак»), reno (литер. rano «утро»), jebłko (литер. jabłko «яблоко») и т. п. Произношение ra, ja характерно для всех остальных польских диалектов и литературного языка[62][63].
  - Наличие er в середине слова на месте этимологического ar: umaerła (литер.umarła «умерла»), terł (литер. tarł «тёр») и т. п.[64][65]
3. Специфическая древняя особенность мазовецких говоров — сохранение мягкости губных перед сочетанием сонанта l̥’ с зубным твёрдым согласным (впоследствии мягкость губного сохранилась после утраты сонантом слоговости и развития сочетания гласного e с l): mielli, pielli. Наличие твёрдого переднеязычного после e создало условия для перехода ’e > ’o: miołł (литер. mełł «(он) молол»), piołł (литер. pełł «(он) полол»). В литературном языке и большинстве польских диалектов губной в этой позиции оставался твёрдым. В настоящее время данное явление является лексикализованным, мягкий губной перед oł сохранился в небольшом числе слов, чаще всего в разрозненном распространении по говорам: wiołna (литер. wełna «шерсть»), wywielga (литер. wilga «иволга») и т. д., наиболее употребительными и широко встречающимися являются формы от глаголов mleć «молоть» и pleć «полоть»: miołłem, piołłem, miołłeś, piołłeś, miołł, piołł и т. п.[66][67]
4. Случаи отсутствия стяжения гласных в глаголах: bojać się (литер. bać się «бояться»), stojać (литер. stać «стоять») и т. п.
5. Парокситоническое ударение, на предпоследнем слоге, как и в польском литературном языке и остальных польских диалектах (кроме некоторых говоров на периферии Силезии и Малой Польши)[68].

#### Консонантизм
1. Распространение мазурения — замены ряда твёрдых шипящих š, ž, č, ǯ рядом твёрдых свистящих s, z, c, ʒ: w Warsawi̯e (польск. литер. w Warszawie «в Варшаве»), kazdy (литер. każdy «каждый»), wi̯ecór (польск. литер. wieczór «вечер») и т. п.[~ 10][69] Исключение составляют западные варминские говоры, сейнский говор в Сувалках на границе с Литвой и восточные подляшские говоры на границе с Беларусью, где мазурение отсутствует. В немазуракающих говорах (варминских, острудских и любавских) распространено явление, близкое мазурению, — яблонкование, или «сяканье» (пол. sziakanie)[46]. Мазурение помимо мазовецкого диалекта представлено также в малопольском диалекте и на севере ареала силезского диалекта, отсутствует в литературном языке, великопольском диалекте и южных силезских говорах[43][70].
2. Глухой тип внешнего сандхи (произношение конечных глухих согласных на стыке слов перед начальным гласным или сонорным следующего слова)[70]: pomósz‿mi̯e (литер. pomóż mi «помоги мне»), jusz‿należało (литер. już należało «уже следовало») и т. п. В остальных польских диалектах — звонкий тип, исключая области Великопольши и Малопольши, примыкающие к территории распространения мазовецкого диалекта[44][45][71].
3. Оглушение v после глухих согласных s, ch, p, k и t (в так называемых группах sf, kf, tf), как и в малопольском и силезском диалектах[72]. В великопольском — звонкий v (sv, kv, tv).
4. Нарушение оппозиции kie/ke и gie/ge (за исключением юго-западного ареала мазовецкого диалекта) с обобщением твёрдого — kedi (литер. kiedy «когда»), moge (литер. mogę «могу»), gyeś (литер. gęś «гусь») и т. п. — или мягкого вариантов произношения: kiedi (литер. kiedy «когда»), mogie (литер. mogę «могу»), gieś (литер. gęś «гусь») и т. п. В остальных польских диалектах оппозиция kie/ke и gie/ge, как правило, сохраняется.
5. Особый тип смягчения заднеязычных перед e, i, реже перед a (из ǎ): giarnek (литер. garnek «горшок»), sochia (литер. socha «соха», «плуг») и т. п., представленный в восточных мазурских говорах. Наличие мягких звуков k, g, ch (х) перед этимологическим a является отражением узкого произношения континуанта a как ae в прошлом.
6. Асинхронное произношение мягких губных согласных[73]:
  - С выделением в самостоятельную дополнительной артикуляции j: pi̯iwo (литер. piwo «пиво»), bi̯ały (литер. biały «белый»), wi̯ara (литер. wiara «вера») и т. п.;
  - С выделением в самостоятельную дополнительной артикуляции фрикативных согласных ś, ź, ү’, ch’ (х’): psiwo, pch’ivo (литер. piwo «пиво»), bziały, bү’ały (литер. biały «белый»), wziara, wγ’ara (литер. wiara «вера») и т. п.;
  - С утратой губного и сохранением бывшей дополнительной артикуляции: siwo (литер. piwo «пиво»), sino (литер. wino «вино»), ziara, γ’ara, ch’ara (литер. wiara «вера») и т. п., чаще всего в словах с начальными w и f[74];
  - С призвуком i̯ и ń у мягкого носового губного: mi̯asto, mniasto (литер. miasto «город»);
  - С самостоятельной артикуляцией ń у мягкого носового губного и утратой губного: mniasto, niasto (польск. литер. miasto, рус. город);
  - Со смешением ḿ и ń: mnisko (литер. nisko «низко»), śmnig (литер. śnieg «снег») и т. п.

Губной при этом может быть и твёрдым, и мягким. Распространение каждого типа асинхронного произношения в конкретной группе говоров сложно установить вследствие отсутствия как определённости ареалов этих типов, так и последовательности их употребления в говорах. В целом произношение i̯ (редко x’, γ’, ń) преобладает в ближнемазовецких и подляшских говорах, а ś, ź — в дальнемазовецких и курпёвских говорах, в немазуракающих и мазурских говорах отмечаются все возможные реализации асинхронного произношения мягких губных, при этом в говорах с яблонкованием ś, ź произносятся как szi, żi: pszies (литер. pies «пёс», «собака»), psziwo (литер. piwo «пиво»), bżiały (литер. biały «белый»). Асинхронное произношение мягких губных характерно для литературного польского и кашубского языков. В большинстве говоров великопольского диалекта, в малопольском и силезском диалектах — синхронный тип мягкости губных.
1. Произношение типа śfat, śfynia. Наличие твёрдого губного в случаях типа śwat (литер. świat «мир»), śwynia ([литер. świnia «свинья»), niedźwedź (литер. niedźwiedź «медведь»), ćwerć (литер. ćwierć «четверть») и т. п. Данное диалектное явление отсутствует в подляшских говорах[45][75][76]. В других польских диалектах и литературном языке распространено произношение мягкого губного (тип śv’at или śf’at)[74].
2. Переход ř в rz (ž, š), как и в польском литературном языке и остальных диалектах. Характерный для чешского языка ř (иначе rż) сохранился в кашубском языке и части говоров силезского диалекта. В северо-западных немазуракающих, мазурских и части курпёвских говоров ещё сохраняются случаи произношения ř: gřyb (литер. grzyb «гриб»), třy (литер. trzy «три»), řeka (литер. rzeka «река») и т. п.[77]
3. Переход ł в u̯ как и в польском литературном языке и остальных диалектах (кроме некоторых силезских говоров со среднеевропейским l и периферийных говоров в основном за пределами Польши с l и l’).
4. Отвердение l перед i: lys (литер. lis «лис»), lypa (литер. lipa «липа»)[58]. Данное явление отмечается также в кашубском языке[68].
5. Отвердение m в местоимении mię, mi и в окончаниях существительных мн. числа в дательном пад.: my (литер. mi «мне»), oczamy (литер. oczami «глазами») и т. п. Данное явление отсутствует на севере и востоке Подляшья[45][78].
6. Диссимиляция в группах *śř > śr, *źř > źr: środa (литер. środa «среда»), źrėbåk (литер. źrebak «жеребёнок»)[68], как и в большей части говоров великопольского диалекта. В малопольском — метатеза rś, rź, в силезском диалекте и кашубском языке — эпентеза смычных t, d (stř, zdž, zdř).
7. Отсутствие перехода ch в k или f в конце слова, характерного для малопольского диалекта.

### Морфология
1. Распространение окончаний инфинитивов -ić (-yć): siedzić (польск. литер. siedzieć, рус. сидеть), lezyć (польск. литер. leżeć, рус. лежать) и т. п.[79]
2. Наличие в 1-м лице мн. числа глаголов флексии -wa, восходящей к показателю двойственного числа: nosiwa, nos’wa (польск. литер. nosimy, рус. носим), chodziwa (польск. литер. chodzimy, рус. ходим) и т. п. Наряду с этой флексией в говорах мазовецкого диалекта известны также окончания 1-го лица мн. числа в повелительном наклонении: -myi и -ma. Окончания -wa наряду с -ma, -my распространены также в малопольском диалекте. В великопольском диалекте флексия -wa утрачена, на её месте отмечаются -my и контаминированная флексия -ma, в силезском диалекте, как и в литературном языке, окончание в 1-м лице мн. числа -my.
3. Использование глагольного окончания -ta бывшего двойственного числа в значении мн. числа во 2-м лице: niesieta (польск. литер. niesiecie, рус. несёте). Данная черта широко распространена на севере великопольского диалекта, в кашубском языке и в малопольском диалекте. В силезском диалекте, как и в литературном языке, окончание -cie.
4. Употребление в формах вежливости глаголов 2-го лица мн. числа с окончанием -cie: co niesiecie (польск. литер. co pan niesie, рус. что несёте), как и в кашубском языке.
5. Контаминированное окончание дательного пад. ед. числа существительных муж. рода -owiu (из -u и -owi), фонетически реализующееся как -oju, -ochiu, -oziu, -owiu: mężoju (польск. литер. mężowi, рус. мужу), konioziu (польск. литер. koniowi, рус. коню), synochiu (польск. литер. synowi, рус. сыну) и т. п.[45][80] Подобные формы встречаются в кашубском языке. Гиперкорректное обобщение -ewi в позиции после твёрдых согласных отмечается на пограничье с малопольскими говорами: synewi (польск. литер. synowi, рус. сыну) и т. п.[81]
6. Отсутствие оппозиции e — i в окончаниях существительных жен. рода в родительном пад. ед. числа. Данная оппозиция сохраняется в малопольском диалекте и в некоторых говорах силезского диалекта.
7. Исчезновение беглого e в результате действия аналогии в некоторых формах существительных в северной части ареала мазовецких говоров: podwieczórk (польск. литер. podwieczorek, рус. полдник), krawc (польск. литер. krawiec, рус. портной), do Suwåłk (польск. литер. do Suwałk, рус. до Сувалок) и т. п.[81]
8. Обобщение флексии местоименного типа склонения прилагательных и местоимений по типу прилагательных с континуантом долгого e — -égo: tégo, tygo (польск. литер. tego, рус. этого), dobrégo, dobrygo (польск. литер. dobrego, рус. хорошего) и т. п., сближающее мазовецкий с рядом говоров великопольского диалекта, противопоставляя их малопольскому с окончаниями по типу местоимений с континуантом краткого e — -ego[79].
9. Формы dwa, употребляющиеся во всех родах (главным образом в северной части ареала), как и в кашубском языке: dwa okna, dwa zony (польск. литер. dwa okna, dwie żony, рус. два окна, две жены) и т. п. Для всех остальных польских диалектов и для литературного языка характерна оппозиция dwa муж. и ср. родов — dwie жен. рода[82].
10. Отсутствие категории мужского лица в имени и глаголе. При этом в прошедшем времени в одних говорах представлены формы с окончанием на ły (в ближнемазовецких говорах), а в других — на li (в большей части остальных мазовецких говоров). Также данная категория отсутствует в кашубском языке, малопольском и периферийных диалектах. Категория мужского лица характерна для великопольского диалекта и литературного языка.
11. Распространение севернопольского морфонологического типа прошедшего времени śel’i, lel’i (глаголы siać (рус. сеять), lać (рус. лить) в 3-м лице мн. числа прошедшего времени как sieli (рус. сеяли), leli (рус. лили)), противопоставленного южнопольскому типу śal’i, lal’i (в малопольском и силезском диалектах śål’i, lål’i)[45][58][83].
12. Активность глагольного типа на -iwa/-ywa (dokazywać (польск. литер. dokazywać, рус. шалить), podskakiwać (польск. литер. podskakiwać, рус. подскакивать, подпрыгивать) и т. п.), противопоставляемая малопольским (dokazować, podskakować и т. п.)[81].
13. Словообразование с суффиксом -ak: cielåk, cielak (польск. литер. cielę, рус. телёнок)[79]. В острудских и варминских говорах — cielok. В остальных польских диалектах тип на -ę, -ęcia: cielę[58].

Последние три диалектных явления получили распространение в польском литературном языке.

### Лексика
Распространение слов (без учёта мазурения):

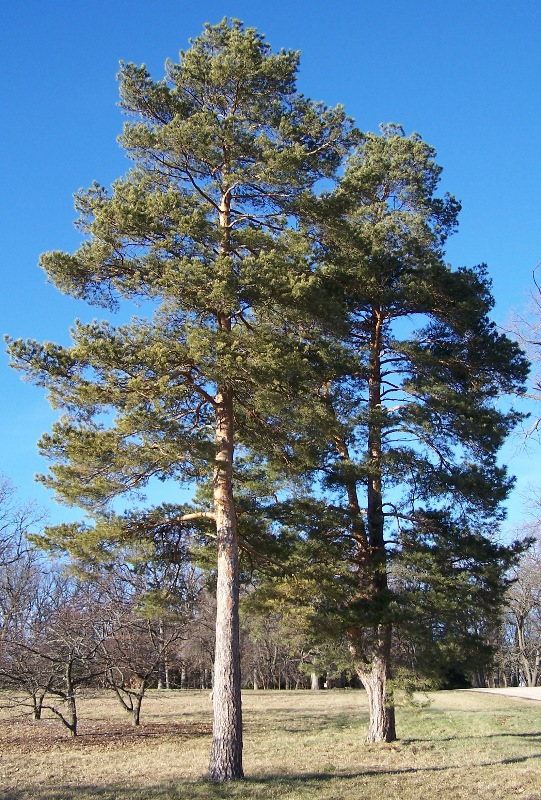
Galák — название сосны, распространённое в говорах мазовецкого диалекта, в литературном польском языке — sosna

- pieják (польск. литер. kogut, рус. петух) — в великопольском и силезском kokot, в малопольском kogut;
- wywielga, wywiołga, zofija (польск. литер. wilga, рус. иволга) — в великопольском boguwola наряду с zofija, в силезском boguwola, в малопольском wilga;
- liszka (польск. литер. gąsienica, рус. гусеница) — в великопольском wąsiona (wąsionka), в малопольском gąsienica наряду с gąska;
- sokora (польск. литер. czarna topola, рус. чёрный тополь);
- jodła (польск. литер. świerk, рус. ель);
- galák (польск. литер. sosna, рус. сосна);
- gryka (польск. литер. tatarka, рус. гречиха) — в силезском poganka, в малопольском tatarka;
- łoboda, komosa (польск. литер. lebioda, рус. лебеда);
- chaber (польск. литер. chaber, рус. василёк), как и в силезском, — в великопольском modrák, в малопольском bławatek наряду с głowacz;
- klepisko (польск. литер. boisko w stodole, рус. ток) — в великопольском и малопольском boisko, в силезском gumno;
- pułap (польск. литер. sufit, рус. потолок) — в великопольском posowa наряду с posoba, в малопольском powała;
- kopsać (польск. литер. kopać, рус. копать);
- krszyć (польск. литер. kruszyć, рус. размельчать, дробить);
- pydy, szońdy (польск. литер. nosidła, рус. коромысло);
- kubeł (польск. литер. wiadro, рус. ведро) — в великопольском węborek;
- łachań (польск. литер. misa, donica, рус. миска);
- kierzynka, tłuczka (польск. литер. maślnica, рус. маслобойка);
- pluta (польск. литер. słota, рус. непогода, слякоть) — в малопольском psota;
- szadź (польск. литер. szron, рус. иней) — в малопольском osędzielizna;
- skáłka (польск. литер. szczelina, рус. щель, расщелина);
- pszczyć się (польск. литер. błyszczeć się, рус. сверкать (о молнии));
- zdrój (польск. литер. źródło, рус. источник);
- stecka (польск. литер. ścieżka, рус. тропинка);
- snátki (польск. литер. płytki, рус. мелкий);
- gardy (польск. литер. wybredny, рус. привередливый, разборчивый);
- nałożny (польск. литер. nawykły, рус. привычный);
- porny (польск. литер. średni, рус. средний);
- ochapiać się (польск. литер. przypominać sobie, рус. припоминать);
- przyboś (польск. литер. bosą nogą w trzewiku, рус. на босу ногу);
- jednoraz (польск. литер. nagle, рус. вдруг);
- na poklep, poklepem (польск. литер. po kolei, рус. по очереди);
- zamanąwszy (польск. литер. co chwila, często, niekiedy, рус. часто, через каждую минуту);
- tylo (польск. литер. tylko, рус. только) — в малопольском jacy и мн. др.

Северный ареал мазовецкого диалекта — варминский, мазурский говоры — характеризуют заимствования из немецкого языка и балтизмы.

## Сравнение с другими польскими диалектами
- Мазовецкий диалект разделяет общие для всех польских диалектов и польского литературного языка черты: парокситоническое ударение; переход ŕ в rz (ž, š) (кроме некоторых говоров на периферии диалектов); переход ł в u̯. Первые две черты противопоставляют все польские диалекты кашубскому языку (в части севернокашубских говоров отсутствует также и переход ł в u̯).
- Ряд черт могут объединять все польские диалекты, включая мазовецкий, и противопоставлять их отдельно великопольскому (дифтонгизация гласного y) или малопольскому (отсутствие перехода ch в k или f в конце слова) диалектам.
- Некоторые диалектные черты известны только в мазовецком диалекте: отсутствие результатов перегласовки *ĕT > aT.
- Как диалект севернопольской зоны мазовецкий разделяет общие черты с северными говорами великопольского диалекта и во многом с кашубским языком: смешение y и i в одном звуке; глухой тип межсловной фонетики (сандхи); асинхронное произношение мягких губных; нарушение оппозиции kie/ke и gie/ge; переход начальных ra, ja в re, je; наличие форм dwa для всех родов; словообразовательный тип на -ak. Такие черты, как наличие во 2-м лице мн. числа окончания -ta и отсутствие категории мужского лица в имени и глаголе, известны помимо мазовецкого диалекта, северных говоров великопольского диалекта и кашубского языка также в малопольском диалекте.
- Только с кашубским языком сближают отвердение l перед i; употребление в формах вежливости глаголов 2-го лица мн. числа с окончанием -cie; флексия -owu в дательном пад. ед. числа существительных муж. рода; морфонологический тип прошедшего времени śel’i, lel’i.
- Как для диалектов восточнопольской зоны для мазовецкого и малопольского характерны отсутствие дифтонгических гласных на месте континуантов ā и ō; отсутствие перехода vo в u̯o; наличие мазурения; отвердение губного в сочетании śf. Последние две черты распространены и в говорах силезского диалекта (наличие мазурения только на севере силезского ареала). Также с малопольским мазовецкий диалект объединяют такие черты, как наличие в 1-м лице мн. числа флексии -wa наряду с -ma, -my; отсутствие в лексике большого числа германизмов; произношение f в сочетаниях sf, kf и tf.
- Кроме севернопольских в соседних великопольских говорах (в их северной части) распространён ряд других мазовецких черт: широкое произношение континуанта носового переднего ряда как ą; монофтонги на месте континуантов ā и ō; произношение f в сочетаниях sf, kf и tf; наличие твёрдого губного в сочетании śf.
- Общие черты с мазовецким разделяет также великопольский диалект (на всей территории его распространения): отсутствие перехода ch в k или f в конце слова; отвердение r в группах *s’r’, *z’r’; случаи обобщения флексии местоименного типа склонения по типу прилагательных с континуантом долгого e — -égo.